# Oakland Raiders 2007
La stagione 2007 degli Oakland Raiders è stata la 38ª della franchigia nella National Football League, la 48ª complessiva. Avendo terminato col peggior record della NFL nella stagione precedente, la squadra era in possesso della prima scelta assoluta nel Draft NFL 2007, chiamando il quarterback da LSU JaMarcus Russell. Questi si sarebbe rivelato una delle peggiori scelte del draft di tutti i tempi, venendo preferito a future superstar come Calvin Johnson, Joe Thomas, Adrian Peterson, Patrick Willis, Marshawn Lynch e Darrelle Revis. Ognuno di questi giocatori fu convocato per almeno 5 Pro Bowl mentre Russell disputò tre stagioni coi Raiders con un record di 7-18 come titolare.

## Scelte nel Draft 2007

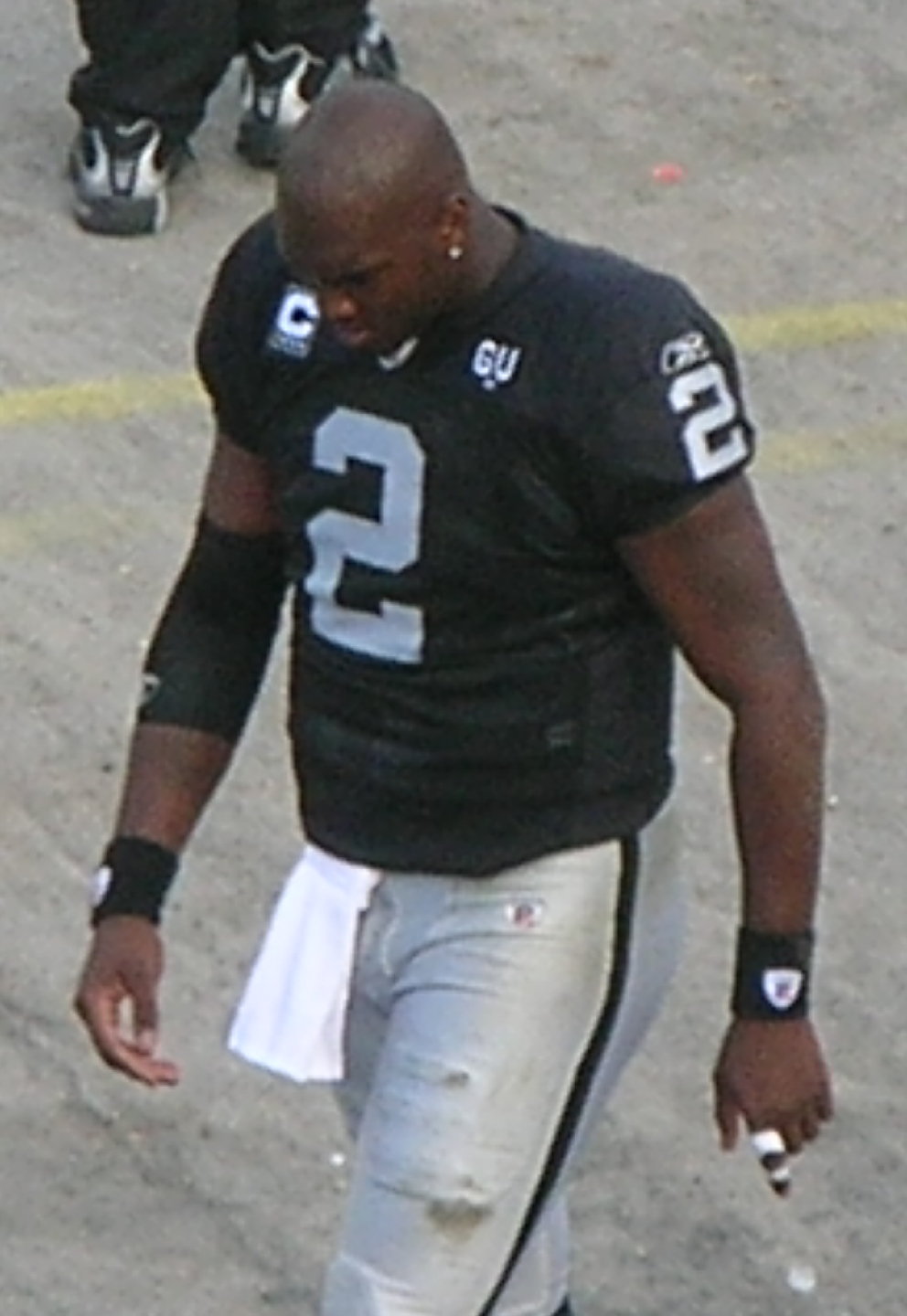
I Raiders scelsero JaMarcus Russell come primo assoluto nel draft 2007

| Scelte dei Raiders nel Draft 2007 |        |                     |       |                  |
| Giro                              | Scelta | Giocatore           | Ruolo | College          |
| 1                                 | 1      | JaMarcus Russell    | QB    | LSU              |
| 2                                 | 38     | Zach Miller         | TE    | Arizona State    |
| 3                                 | 65     | Quentin Moses       | DE    | Georgia          |
| 3                                 | 91     | Mario Henderson     | OT    | Florida State    |
| 3                                 | 99     | Johnnie Lee Higgins | WR    | UTEP             |
| 4                                 | 100    | Michael Bush        | RB    | Louisville       |
| 4                                 | 110    | John Bowie          | CB    | Cincinnati       |
| 5                                 | 138    | Jay Richardson      | DE    | Ohio State       |
| 5                                 | 165    | Eric Frampton       | SS    | Washington State |
| 6                                 | 175    | Oren O'Neal         | FB    | Arkansas State   |
| 7                                 | 254    | Jonathan Holland    | WR    | Louisiana Tech   |

## Calendario
| Stagione regolare |                         |                    |        |
| Turno             | Avversario              | Data               | Record |
| 1                 | Detroit Lions           | S 36–21            | 0–1    |
| 2                 | at Denver Broncos       | S 23–20            | 0–2    |
| 3                 | Cleveland Browns        | V 26–24            | 1–2    |
| 4                 | at Miami Dolphins       | V 35–17            | 2–2    |
| 5                 | Settimana di pausa      | Settimana di pausa |        |
| 6                 | at San Diego Chargers   | S 28–14            | 2–3    |
| 7                 | Kansas City Chiefs      | S 12–10            | 2–4    |
| 8                 | at Tennessee Titans     | S 13–9             | 2–5    |
| 9                 | Houston Texans          | S 24–17            | 2–6    |
| 10                | Chicago Bears           | S 17–6             | 2–7    |
| 11                | at Minnesota Vikings    | S 29–22            | 2–8    |
| 12                | at Kansas City Chiefs   | V 20–17            | 3–8    |
| 13                | Denver Broncos          | V 34–20            | 4–8    |
| 14                | at Green Bay Packers    | S 38–7             | 4–9    |
| 15                | Indianapolis Colts      | S 21–14            | 4–10   |
| 16                | at Jacksonville Jaguars | S 49–11            | 4–11   |
| 17                | San Diego Chargers      | S 30–17            | 4–12   |

## Classifiche
| AFC West Division      |    |    |   |      |     |      |     |     |     |
|                        | V  | S  | P | %    | DIV | CONF | PF  | PS  | STR |
| (3) San Diego Chargers | 11 | 5  | 0 | .688 | 5–1 | 9–3  | 412 | 284 | V6  |
| Denver Broncos         | 7  | 9  | 0 | .438 | 3–3 | 6–6  | 320 | 409 | V1  |
| Kansas City Chiefs     | 4  | 12 | 0 | .250 | 2–4 | 3–9  | 226 | 335 | S9  |
| Oakland Raiders        | 4  | 12 | 0 | .250 | 2–4 | 4–8  | 283 | 398 | S4  |